# Kingsley Fairbridge
Kingsley Ogilvie Fairbridge, (Grahamstad, 5 mei 1886 – Perth, 19 juli 1924) was de stichter van een organisatie die in het begin van de 20e eeuw Britse kinderen naar de kolonies over- en in landbouwscholen onderbracht.

## Vroege leven
Fairbridge werd in 1886 in het Zuid-Afrikaanse Grahamstad geboren. Hij was de zoon van Rhys Seymour Fairbridge, een mijningenieur en landmeter, en Rosalie Helen Ogilvie. Zijn grootvader, James William Fairbridge, was in 1824 een van de oprichters van de 'Children's Friend Society' in Kaapstad. Tot zijn elfde liep Fairbridge school aan het 'St Andrew's College' in Grahamstad.
Op elfjarige leeftijd verhuisde Fairbridge met zijn ouders naar Mashonaland. Hij deed er malaria op. Nog maar twaalf jaar oud vroeg Fairbridge zich reeds af waarom hij er nergens boerderijen zag en had een visioen waarin hij boeren naar het onbewerkte vruchtbare land bracht. In 1906 reisde Fairbridge naar Engeland om er te studeren. Vanaf 1908 studeerde hij met behulp van een Rhodesbeurs aan de universiteit van Oxford. Hij behaalde er in 1911 een diploma bosbeheer aan het 'Exeter College'.
Op 14 december 1911 huwde Faibridge Ruby Ethel Whitmore. In 1912 richtte hij met enkele vrienden de 'Society for the Furtherance of Child Emigration to the Colonies' op.

## West-Australië
Fairbridge en Whitmore migreerden in 1912 naar West-Australië. Ze kochten een kleine boerderij nabij Pinjarra. Whitmore was zwanger en werd tot haar bevalling door Daisy Bates bijgestaan. In 1913 arriveerden de eerste vijfendertig Britse weeskinderen er. De Eerste Wereldoorlog bracht de overbrenging van weeskinderen tot stilstand en het geld raakte op.
In 1919 reisde Fairbridge naar Engeland op zoek naar financiering voor de aankoop van een 1.214 hectare grote eigendom ten noordoosten van Pinjarra. Het daaropvolgende jaar werd er een boerderij ontwikkeld en gescheiden groepswoningen voor jongens en meisjes opgetrokken. De West-Australische overheid zorgde voor een school en tegen 1924 leefden er een tweehonderdtal kinderen.

## Nalatenschap

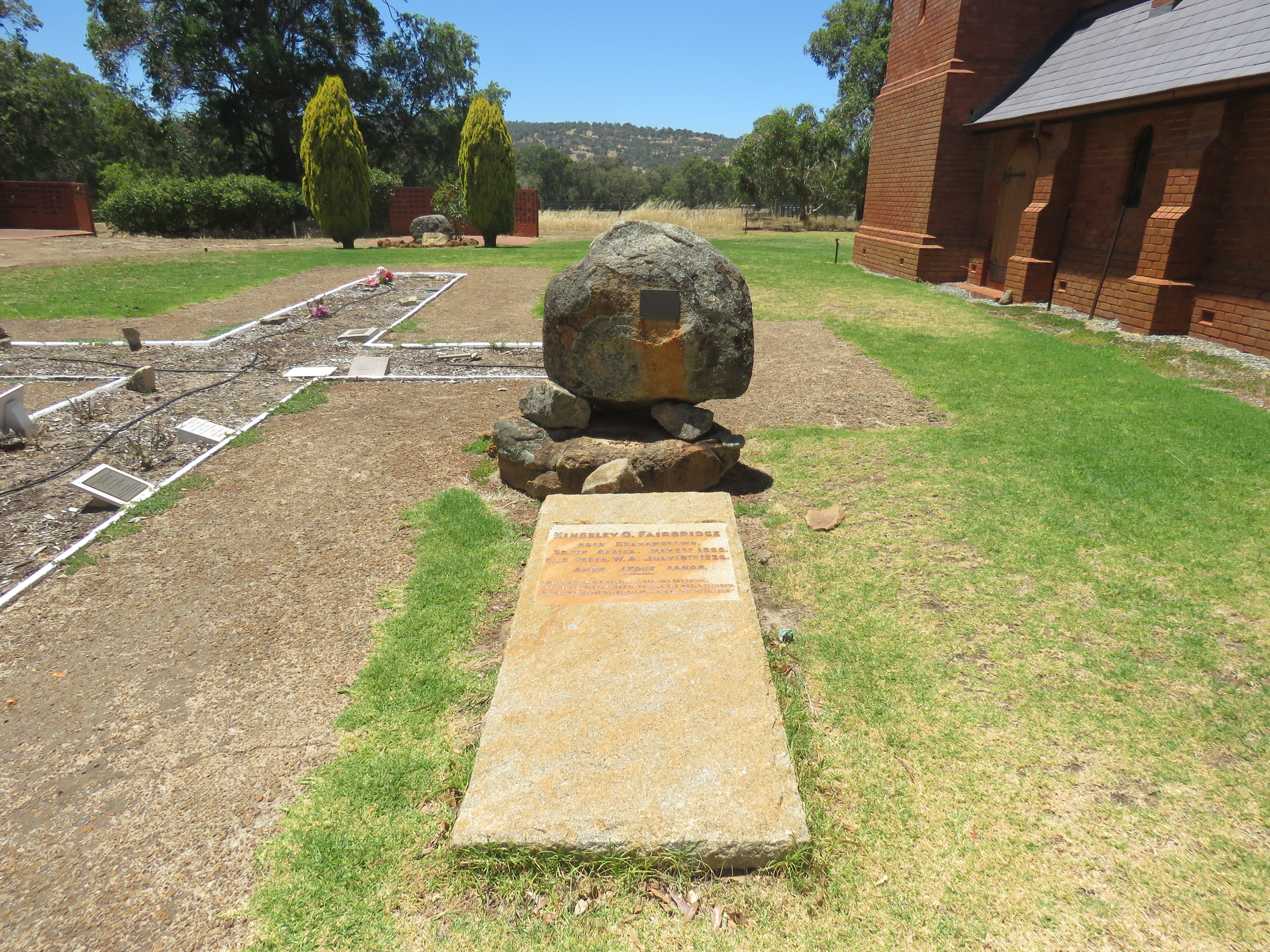
Herdenkingsmonument in Fairbridge

Verzwakt door de malaria-aanvallen stierf Fairbridge op 19 juli 1924 te Perth aan bloedvatmisvorming ('lymphatic tumour'). Hij liet zijn vrouw, twee zonen en twee dochters achter.
De 'Society for the Furtherance of Child Emigration to the Colonies' werd de 'Child Emigration Society' en vervolgens de 'Fairbridge Society' en groeide wereldwijd. In 2012 werd de organisatie in 'The Prince's Trust' opgenomen. Op het einde van de 20e eeuw bleek dat de kinderen soms geen wees waren maar ongewild bij hun families waren weggehaald. Ze werden daarenboven in sommige instellingen misbruikt.
Fairbridge schreef onder meer een dichtbundel, Veldt Verse (1909), en een in 1927 uitgebrachte autobiografie. In Zimbabwe staat een standbeeld van hem als jongen.
De eigendom nabij Pinjarra heet 'Fairbridge Village' en is in handen van 'Fairbridge WA Inc'. Het heeft er een opleidingscentrum en organiseert er avonturenkampen en allerhande activiteiten voor scholen. 'Fairbridge Village' is ook een toeristische bestemming met verschillende erfgoedgebouwen waaronder de 'Fairbridge Chapel'.